# Oulad Frej (kommun)
Oulad Frej (franska: Oulad Frej (CR), Oulad Frej (Commune Rurale), arabiska: أولاد سيدي علي بن يوسف) är en kommun i Marocko.   Den ligger i provinsen El Jadida och regionen Casablanca-Settat, i den norra delen av landet, 170 km sydväst om huvudstaden Rabat. Antalet invånare är 6 660.